# Mbizana
Mbizana (rebaptisée Winnie Madikizela-Mandela en mars 2021) est une municipalité locale située dans le district d'Alfred Nzo, dans la province du Cap oriental, en Afrique du Sud. En 2011, sa population est de 281 905 habitants.

## Source
- (en) Cet article est partiellement ou en totalité issu de l’article de Wikipédia en anglais intitulé « Mbizana Local Municipality » (voir la liste des auteurs).
- Mbizana Local Municipality renamed Winnie Madikizela-Mandela Local Municipality, News24, 5 mars 2021